# Sysmä
Sysmä è un comune finlandese di 3504 abitanti, situato nella regione del Päijät-Häme.
Rinomato per la produzione del sahti, ha dato i natali al Primo ministro Mauno Pekkala, il magnate della pesca sportiva Lauri Rapala e il regista Teemu Nikki.